# Múscul adductor major de la cuixa
El múscul adductor major de la cuixa (musculus adductor magnus) o tercer adductor, és un múscul originat en la branca inferior de l'isqui i del pubis, i en la tuberositat isquiàtica, inserint-se finalment en el tubercle adductor i en la línia aspra del fèmur.

## Innervació i irrigació
És innervat pel nervi ciàtic posterior i la branca posterior del nervi obturador, el qual conté fibres de les arrels lumbars III i IV (L3-L4). Pel que fa a irrigació, és nodrit per l'artèria obturatriu. En la seva inserció al final del fèmur hi l'anell de l'adductor major per on circulen l'artèria femoral i la vena femoral.

## Acció
És un múscul monoarticular.1 El seu terç superior de vegades apareix com un múscul diferenciat i es denomina adductor mínim. Les seves funcions són l'adducció, rotació i flexió del fèmur, a més d'estabilitzar la pelvis i la columna vertebral.2